# Museu de Serralves
El Museu d'Art Contemporani de la Fundació de Serralves és un museu d'art contemporani situat a la ciutat portuguesa de Porto. Es el nucli del conjunt d'equipaments de la Fundació de Serralves, que té per missiñó propoure el coneixement de la cultura contemporània. El 1999 se n'inaugurà l'edifici principal, obra de l'arquitecte portugués Álvaro Siza. Va ser dirigit pel valencià Vicent Todolí des de la fundació fins a l'any 2002.
L'edifici, projectat per l'arquitecte Álvaro Siza Vieira, està envoltat pel Parc de Serralves (amb prop de 3,5 hectàrees), amb obres d'art de diversos artistes contemporanis, també, exposades, al costat de la flora típica de la regió del nord de Portugal: quercus, bedolls i teixos.
El Museu és considerat un espai de referència, a nivell internacional, pel que fa a mostres d'art contemporània. En la col·lecció permanent del museu, on trobem molts artistes d'èxit, és essencialment constituïda per obres realitzades des del finals de la dècada de 60 fins als dies d'avui.